# Tatort: Wer zögert, ist tot
Wer zögert, ist tot  ist ein Fernsehfilm aus der Krimireihe Tatort. Der vom Hessischen Rundfunk produzierte Beitrag ist die 1171. Tatort-Episode und wurde am 29. August 2021 im Ersten erstgesendet. Das Frankfurter Ermittlerduo Janneke und Brix ermittelt in seinem 13. Fall.

## Handlung
Von einem Golfplatz bei Frankfurt wird Frederick Seibold, der Sohn des vermögenden Wirtschaftsanwalts Konrad Seibold, von vier mit Hundeköpfen Maskierten entführt und in einen dunklen Keller verschleppt. Eine der maskierten Personen stürzt im Handgemenge bei der Entführung und wird dabei tödlich verletzt. Fredericks Vater und seine Ex-Freundin Bille Kerbel bekommen jeweils einen abgeschnittenen Finger zugestellt. Janneke und Brix ermitteln schnell, dass die Finger nicht zu Frederick gehörten.
Am Tag der Entführung wurde Fredericks Wohnung von Einbrechern durchsucht, wobei sie viele wertvolle Gegenstände zurückgelassen haben.
Im Wald wird die Leiche einer Frau gefunden, die an einem Sturz gestorben ist. Als an ihr DNA des entführten Frederick Seibold nachgewiesen wird, vermuten die Kommissare, dass diese Frau bei der Entführung beteiligt war. Die Kommissare ermitteln, dass eine Gruppe von Frauen, darunter Bille Kerbel, sich an Konrad Seibold für erlittenes Unrecht rächen will und deshalb seinen Sohn entführt hat.
Es gelingt Frederick, sich zu befreien und dennoch die geforderten 4 Millionen Euro von seinem Vater zu erpressen. Bei der Lösegeldübergabe erkennt Konrad Seibold Bille Kerbel als Entführerin. Er zwingt sie, ihn zu seinem Sohn zu führen und erschießt seinen Sohn.
Janneke und Brix kommen hinzu und nehmen ihn fest. Allerdings wird die Situation später als Notwehr eingestuft. Auch reichen die Beweise gegen die Frauen nicht aus, so dass schließlich alle wieder freigelassen werden.

## Hintergrund
Der Film wurde vom 2. September 2020 bis zum 8. Oktober 2020 in Frankfurt und Umgebung gedreht.

## Rezeption

### Kritiken
„Dieser Tatort kommt wie die beschwipste Version eines Entführungsthrillers daher. […] [H]ier werden alle Plot-Bausteine leicht verzögert, verstolpert und verdreht zusammengesetzt. Das heitere Scheitern bestimmt das brutale Geschehen. […] [D]er neue »Reservoir Mops«-Spaß [ist] in seiner lustigen Entfesselung recht vorhersehbar.“

„Starke Frauen, schwarzer Humor, aber die Balance zwischen Komik und Spannung gelang dem Frankfurter „Tatort“ schon mal besser. […] Die Ermittler bleiben diesmal eher blass und entwickeln sich etwas rätselhaft weiter, was leider auch in einem Krimi, bei dem es nicht um „vordergründigen Realismus“ (Lüschow) geht, lieblos wirkt. Dafür hat Zazie de Paris alias Fanny, Brix‘ befreundete Vermieterin, einen Undercover-Einsatz in einem Studio, das Selbstverteidigungs-Kurse für Frauen anbietet. (Anm.: Der Autor vergibt vier von sechs möglichen Punkten.)“

### Einschaltquoten
Die Erstausstrahlung von Wer zögert, ist tot am 29. August 2021 wurde in Deutschland von 7,19 Millionen Zuschauern gesehen und erreichte einen Marktanteil von 22,9 % für Das Erste.